# Miss World 2011
Miss World 2011 – 61. wybory Miss World.  Gala finałowa odbyła się 6 listopada 2011 w Earls Court Exhibition Centre w Londynie, Wielka Brytania. Miss World została reprezentantka Wenezueli Ivian Sarcos.
Polskę reprezentowała Angelika Ogryzek.

## Rezultaty
| Tytuł           | Laureatka |
| --------------- | --- |
| Miss World 2011 | Wenezuela – Ivian Sarcos |
| I Wicemiss      | Filipiny – Gwendoline Ruais |
| II Wicemiss     | Portoryko – Amanda Vilanova |
| Top 7           | Anglia – Alize Lily Mounter · Korea Południowa – Kyung Min Doe · Południowa Afryka – Bokang Montjane · Szkocja – Jennifer Reoch |
| Top 15          | Hiszpania – Carla García · Indonezja – Astrid Ellena · Kazachstan – Zhanna Zhumaliyeva · Szwecja – Nicoline Artursson · Ukraina – Jarosława Kuryacha · Włochy – Tania Bambaci · Wyspy Dziewicze Stanów Zjednoczonych – Esonica Veira · Zimbabwe – Malaika Mushandu                                                               |
| Top 20          | Botswana – Karabo Sampson · Chile – Gabriela Pulgar · Gwatemala – Lourdes Figueroa · Paragwaj – Nicole Huber · Saint-Barthélemy – Johanna Sansano |
| Top 31          | Australia – Amber Greasley · Brazylia – Juceila Bueno · Indie – Kanishtha Dhankhar · Japonia – Midori Tanaka · Kanada – Riza Santos · Nowa Zelandia – Mianette Broekmanv · Rosja – Natalia Gantimurova · Serbia – Milica Tepavac · Tajlandia – Patcharida Blatchford · Trynidad i Tobago – Lee-Ann Forbes · Węgry – Linda Szunai |

### Kontynentalne Królowe Piękności
| Tytuł               | Laureatka                           |
| ------------------- | ----------------------------------- |
| Miss Afryki         | Południowa Afryka – Bokang Montjane |
| Miss Ameryki        | Wenezuela – Ivian Sarcos            |
| Miss Azji i Oceanii | Filipiny – Gwendoline Ruais         |
| Miss Europy         | Anglia – Alize Lily Mounter         |
| Miss Karaibów       | Portoryko – Amanda Vilanova         |

### Nagrody specjalne
| Tytuł                     | Laureatka                                              |
| ------------------------- | ------------------------------------------------------ |
| Miss Plaży                | Anglia – Alize Lily Mounter                            |
| Miss Top Model            | Kazachstan – Zhanna Zhumaliyeva                        |
| Miss Sportu               | Dominikana – Marianly Tejada                           |
| Miss Talent               | Chile – Gabriela Pulgar                                |
| Miss Piękna z Przesłaniem | Ghana – Stephanie Karikari · Indonezja – Astrid Ellena |

## Lista kandydatek
| Państwo                              | Kandydatka                        | Wiek | Miasto rodzinne           |
| ------------------------------------ | --------------------------------- | ---- | ------------------------- |
| Albania                              | Isi Topçiu-Ulaj                   | 18   | Tirana                    |
| Anglia                               | Alize Lily Mounter                | 22   | Londyn                    |
| Argentyna                            | Antonella Cecilia Kruger          | 19   | Zárate                    |
| Aruba                                | Gillain Berry                     | 24   | Oranjestad                |
| Australia                            | Amber Jade Greasley               | 18   | Brisbane                  |
| Austria                              | Julia Hofer                       | 19   | Mayrhofen                 |
| Bahamy                               | Sasha Celesie Joyce               | 23   | New Providence            |
| Barbados                             | Taisha Shaddai Carrington         | 18   | Bridgetown                |
| Belgia                               | Justine De Jonckheere             | 19   | Wevelgem                  |
| Belize                               | Kadejah Kenifah Tunn              | 18   | Belize City               |
| Bermudy                              | Jana Lynn Outerbridge             | 22   | St. George’s              |
| Białoruś                             | Anastasiya Kharlanava             | 21   | Homel                     |
| Boliwia                              | Yohana Paola Vaca Guzmán          | 24   | Cotoca                    |
| Bonaire                              | Benazir Berends-Charles           | 19   | Kralendijk                |
| Bośnia i Hercegowina                 | Snežana Kuzmanović                | 16   | Laktaši                   |
| Botswana                             | Karabo Sampson                    | 21   | Tsabong                   |
| Brazylia                             | Juceila Graziele Bueno            | 23   | Vera Cruz                 |
| Bułgaria                             | Vanya Detelinova Peneva           | 23   | Kazanłyk                  |
| Chile                                | Gabriela Pulgar Luco              | 23   | Santiago                  |
| Chiny                                | Liu Chen                          | 25   | Harbin                    |
| Chorwacja                            | Katarina Prnjak                   | 21   | Szybenik                  |
| Curaçao                              | Monifa Joanne-Marie Jansen        | 18   | Willemstad                |
| Cypr                                 | Orthodoxia Panagi                 | 19   | Larnaka                   |
| Czarnogóra                           | Maja Maraš                        | 20   | Podgorica                 |
| Czechy                               | Denisa Domanská                   | 19   | Kyjov                     |
| Dania                                | Maya Celeste Padillo Olesen       | 20   | Christiansfeld            |
| Dominikana                           | Marianly Tejada Burgos            | 20   | San Francisco de Macorís  |
| Egipt                                | Donia Soliman Hamed               | 23   | Kair                      |
| Ekwador                              | María Verónica Vargas Granja      | 22   | Guayaquil                 |
| Filipiny                             | Gwendoline Ruais                  | 21   | Muntinlupa                |
| Finlandia                            | Sara Aini Josefina Sieppi         | 20   | Tornio                    |
| Francja                              | Clémence Marie Oleksy             | 20   | Vichy                     |
| Ghana                                | Stephanie Adwoa Adjeiwaa Karikari | 19   | Atwima                    |
| Gibraltar                            | Michelle Gillingwater Pedersen    | 24   | Gibraltar                 |
| Grecja                               | Eleni Miariti                     | 21   | Ateny                     |
| Gruzja                               | Janet Kerdikoshvili               | 19   | Tbilisi                   |
| Guam                                 | Siera Monique Robertson           | 21   | Yona                      |
| Gwadelupa                            | Violaine Frédérique Grainville    | 20   | Saint-Claude              |
| Gwatemala                            | Lourdes Elisa Figueroa Araujo     | 23   | Gwatemala                 |
| Hiszpania                            | Carla García Barber               | 21   | Las Palmas                |
| Holandia                             | Jill Lauren de Robles             | 22   | Emmen                     |
| Honduras                             | Bessy Beatriz Ochoa López         | 18   | Choloma                   |
| Hongkong                             | Hyman Chu                         | 24   | Hongkong                  |
| Indie                                | Kanishtha Dhankhar                | 22   | Mumbaj                    |
| Indonezja                            | Astrid Ellena Indriana Yunadi     | 21   | Surabaja                  |
| Irlandia                             | Holly Carpenter                   | 19   | Dublin                    |
| Irlandia Północna                    | Finola Guinnane                   | 22   | Drumbo                    |
| Islandia                             | Sigrún Eva Ármannsdóttir          | 18   | Akranes                   |
| Izrael                               | Ella Ran                          | 21   | Herclijja                 |
| Jamajka                              | Danielle Crosskill                | 26   | Kingston                  |
| Japonia                              | Midori Tanaka                     | 23   | Okayama                   |
| Kajmany                              | Lindsay Katarina Japal            | 23   | George Town               |
| Kanada                               | Riza Santos                       | 24   | Calgary                   |
| Kazachstan                           | Zhanna Zhumaliyeva                | 24   | Uralsk                    |
| Kenia                                | Catherine Susan Onyango           | 19   | Githurai                  |
| Kirgistan                            | Nazira Nurzhanova                 | 24   | Biszkek                   |
| Kolumbia                             | Mónica Andrea Restrepo Villamil   | 21   | Bogota                    |
| Korea Południowa                     | Kyung Min Doe                     | 20   | Daegu                     |
| Kostaryka                            | Paola Mayela Chaverri Víquez      | 20   | Heredia                   |
| Liban                                | Yara Khouri-Mikhael               | 19   | Byblos                    |
| Liberia                              | Meenakshi Monica Subramani        | 23   | Bensonville               |
| Litwa                                | Ieva Gervinskaitė                 | 21   | Szkudy                    |
| Łotwa                                | Alice Miskovska                   | 23   | Dyneburg                  |
| Macedonia Północna                   | Vesna Jakimovska                  | 20   | Struga                    |
| Malta                                | Claire Marie Busuttil             | 22   | Ħaż-Żabbar                |
| Malezja                              | Chloe Chen Tien Nee               | 21   | Kuala Lumpur              |
| Martynika                            | Axelle Perrier                    | 20   | Fort-de-France            |
| Mauritius                            | Joëlle Marie Justine Nagapen      | 22   | Saint-Pierre              |
| Meksyk                               | Gabriela Palacio Díaz de León     | 22   | Aguascalientes            |
| Mołdawia                             | Veronica Popovici                 | 21   | Kiszyniów                 |
| Mongolia                             | Buyankhishig Unurbayar            | 22   | Ułan Bator                |
| Namibia                              | Luzaan van Wyk                    | 24   | Windhuk                   |
| Nepal                                | Malina Joshi                      | 23   | Dharan                    |
| Niemcy                               | Sabrina-Nathalie Reitz            | 21   | Langenselbold             |
| Nigeria                              | Sylvia Nduka                      | 20   | Isuofia                   |
| Nikaragua                            | Darling Janeth Trujillo Balmaceda | 24   | Ciudad Darío              |
| Norwegia                             | Anna Larsen Zahl                  | 23   | Sortland                  |
| Nowa Zelandia                        | Mianette Broekman                 | 22   | Auckland                  |
| Panama                               | Irene del Carmen Núñez Quintero   | 24   | Santiago de Veraguas      |
| Paragwaj                             | Nicole Elizabeth Huber Vera       | 21   | Asunción                  |
| Peru                                 | Odilia Pamela García Pineda       | 24   | Lima                      |
| Polska                               | Angelika Ogryzek                  | 19   | Szczecin                  |
| Portugalia                           | Bárbara Franco                    | 19   | Ribeira Brava             |
| Portoryko                            | Amanda Victoria Vilanova Pérez    | 20   | San Juan                  |
| Południowa Afryka                    | Bokang Ramaredi Montjane          | 25   | Johannesburg              |
| Rosja                                | Natalia Sergéyevna Gantimurova    | 20   | Moskwa                    |
| Rumunia                              | Alexandra Elena Stănescu          | 21   | Pucioasa                  |
| Saint-Barthélemy                     | Johanna Sansano                   | 21   | Gustavia                  |
| Salwador                             | Karen Marcela Castro Quintanilla  | 18   | San Salvador              |
| Serbia                               | Milica Tepavac                    | 23   | Nowy Sad                  |
| Sierra Leone                         | Swadu Natasha Beckley             | 24   | Freetown                  |
| Singapur                             | May Hsu                           | 21   | Singapur                  |
| Słowenia                             | Lana Mahnič Jekoš                 | 21   | Grosuplje                 |
| Słowacja                             | Michaela Ňurciková                | 21   | Nowe Zamki                |
| Sri Lanka                            | Pushpika Sandamali de Silva       | 21   | Kolombo                   |
| Stany Zjednoczone                    | Erin Cummins                      | 19   | Waszyngton                |
| Szkocja                              | Jennifer Karen Reoch              | 22   | Glasgow                   |
| Szwecja                              | Nicoline Artursson                | 18   | Halmstad                  |
| Tajlandia                            | Pacharida Julieanna Blatchford    | 20   | Bangkok                   |
| Tanzania                             | Salha Israel Kifai                | 18   | Ilala                     |
| Trynidad i Tobago                    | Lee-Ann Forbes                    | 21   | Saint James               |
| Turcja                               | Gizem Karaca                      | 19   | Stambuł                   |
| Uganda                               | Sylvia Namutebi                   | 23   | Kampala                   |
| Ukraina                              | Iaroslava Kuriacha                | 19   | Winnica                   |
| Urugwaj                              | Karina Belén Sogliano Maldonado   | 18   | Montevideo                |
| Walia                                | Sara Jessica Manchipp             | 21   | Port Talbot               |
| Wenezuela                            | Ivian Sarcos                      | 22   | Guanare                   |
| Węgry                                | Linda Szunai                      | 18   | Nagykovácsi               |
| Wietnam                              | Victoria Phạm Thuý Vy             | 22   | Ho Chi Minh               |
| Włochy                               | Nunziata Tania Bambaci            | 21   | Barcellona Pozzo di Gotto |
| Wybrzeże Kości Słoniowej             | Kohiman Betty Jeanine Kouadio     | 18   | Gagnoa                    |
| Wyspy Dziewicze Stanów Zjednoczonych | Esonica Mictecia Veira            | 22   | Saint Thomas              |
| Zimbabwe                             | Malaika Maidei Mushandu           | 19   | Harare                    |

## Notatki dot. państw uczestniczących

### Powracające państwa i terytoria
Ostatnio uczestniczące w 1995:
- Bermudy

Ostatnio uczestniczące w 1996:
- Bonaire
- Gwatemala

Ostatnio uczestniczące w 2005:
- Nikaragua

Ostatnio uczestniczące w 2008:
- Chile

Ostatnio uczestniczące w 2009:
- Austria
- Dominikana
- Liberia
- Słowenia